# 옹박: 더 레전드
《옹박: 더 레전드》(태국어: องค์บาก 2, 영어: Ong Bak 2)는 2008년도 태국 활극 영화로, 《옹박 - 무에타이의 후예》의 속편이며,  토니 자가 주연을 맡았다. 2005년에 다른 태국 영화가 대한민국에서 실제 내용과 관련 없는 《옹박 - 두 번째 미션》이라는 제목으로 개봉하면서, 이 영화는 대한민국에서 《옹박: 더 레전드》라는 제목으로 개봉되었다.
세 번째 속편인 《옹박: 마지막 미션》이 제작되어 2010년에 태국에서 개봉하였으며, 대한민국에서는 2011년에 개봉하였다.

## 출연

### 주연
- 토니 자

### 조연
- 소라풍 찻리
- 사루뉴 웡크라창
- 프리므라타 뎃우돔

## 기타
- 무술감독: 토니 자